# 서울고속도로
서울고속도로(서울高速道路, Seoul Beltway)는 BTO로 지정된 수도권제1순환고속도로 퇴계원 나들목 ~ 일산 나들목 구간을 건설하고 휴게소와 같은 제반 시설의 관리·운영하는 대한민국의 기업이다. 수도권제1순환고속도로의 소유권은 대한민국 정부가 가지고, 관리운영권을 30년간 보장받았다. 총연장 36.3 km 구간을 관리하고 있다.

## 역사
- 2000년 5월 16일: 회사 설립. 설립 당시에는 최대주주가 LG건설로 LG그룹 계열사였다.
- 2001년 6월 30일: 서울외곽순환고속도로 퇴계원 나들목 ~ 일산 나들목 구간 착공
- 2005년 1월 27일: LG그룹에서 계열 분리한 후 GS그룹 계열사로 편입.
- 2006년 6월 30일: 서울외곽순환고속도로 송추 나들목 ~ 일산 나들목 구간, 퇴계원 나들목 ~ 의정부 나들목 구간 준공 (단, 의정부 나들목 ~ 송추 나들목 구간 제외)
- 2007년 10월 1일: 호원 나들목 폐쇄
- 2007년 12월 28일: 서울외곽순환고속도로 잔여 구간인 의정부 나들목 ~ 송추 나들목 구간 준공, 이로써 서울외곽순환고속도로 전 구간 개통
- 2009년 9월 25일: 최대주주가 GS건설에서 보건복지부 및 국민연금공단으로 변경과 함께 GS그룹 계열사에서 계열분리되어 보건복지부 및 국민연금공단 체제로 편입되었다.
- 2012년 3월 30일: 호원 나들목 재공사 착공
- 2015년 5월 28일: 호원 나들목 재개통

## 같이 보기
- 수도권제1순환고속도로